# La Barraca (Isòvol)
La Barraca és una obra de Isòvol (Baixa Cerdanya) inclosa a l'Inventari del Patrimoni Arquitectònic de Catalunya.

## Descripció
Està situat enmig d'un prat a 50 metres al sud de la carretera de la Sau a Puigcerdà, a l'est d'Isòvol (a uns 300 metres del poble).
És una construcció de planta rectangular, d'aproximadament 4'75x2'50x2'00m., coberta amb falsa volta de canó. Està construïda amb pedra local sense desbastar i lligada amb morter de calç. Al costat nord presenta dues obertures rectangulars abocinades. A la part sud s'obre una entrada i una altra obertura. Els costats est i oest han perdut part de les parets. En alguns punts del sostre es conserven les marques de l'encanyissat.